# Зимоњићева улица (Београд)
| · Улица · ЗИМОЊИЋЕВА       | · Улица · ЗИМОЊИЋЕВА              |
| -------------------------- | --------------------------------- |
|                            |                                   |
| Општина                    | Чукарица                          |
| Почетак                    | Жарковачка                        |
| Дужина                     | 500 m                             |
| Ширина                     | око 12 m                          |
| Створена                   | осамдесете године двадесетог века |
|                            |                                   |
|                            |                                   |
| Поглед из Жарковачке улице |                                   |

Зимоњићева је улица у резиденцијалном делу Голф насеља која почиње од Жарковачке улице, а завршава се као слепа улица изнад дипломатског насеља.

## Име улице
Улица је добила име по Богдану Зимоњићу (1813-1909) свештенику и Гатачком војводи. Борио се на страни Црногораца против Турака. Кнез Никола га 1864.год. поставља за сенатора, а у великом устанку у Херцеговини против османлијске власти од 1875-1878. године познатијим под називом Невесињска пушка Црна Гора га је поставила за главног Херцеговачког војводу.

## Историја
Улица је настала осамдесетих година 20. века у периоду када се Чукарица нагло преобразила из скромног радничког насеља са понеком кућом на спрат у модерно градско насеље. Нова стамбена изградња спојила је сеоска насеља с градом, а на некадашњим пашњацима појавиле су се нове градске четврти.

## Зимоњићевом улицом
Улица се налази у мирном делу Бановог брда у близини Кошутњака непосредно изнад дипломатског насеља.
На десној, парној страни улице углавном се налазе породичне куће, а са леве стране прво наилазимо на зграду Републичког хидрометеоролошког завода Србије (РХМЗ) који је од 2003. године правни наследник Савезног хидрометеоролошког завода који је основан у јануару 1947. године уредбом Владе ФНРЈ и који је био један од оснивача Светске метеоролошке организације (енгл. World Meteorological Organization, WMO).
После зграде РХМЗ-а наилазимо на Истраживачко-развојни институт Лола који је настао 1985. године интеграцијом Института за алатне машине и алате и Института за нове технологије који је био у саставу предузећа Иво Лола Рибар у Београду.
Након Пусторечке Зимоњићева улица скреће удесно и завршава као слепа улица.

## Суседне улице
1. Жарковачка
2. Жумберачка
3. Пусторечка

## Галерија
- Републички хидрометеоролошки завод
- Републички хидрометеоролошки завод
- Институт Лола
- Једина старија кућица
- Резиденцијални део на крају улице
- Нехигијенско насеље после Института Лола